# Kenyacus
Kenyacus (лат.) — род жужелиц из подсемейства Harpalinae.

## Распространение
Тропическая Африка.

## Описание
Бескрылые жуки мелких размеров, в длину обычно достигающих 2,4—6 мм. Внутри подтрибы Stenolophina взрослые особи Kenyacus узнаваемы по комбинации следующих отличительных признаков: ментум без срединного зуба, слитый с субментумом, лигулярный склерит с четырьмя преапикальными щетинками, надглазничная пора, расположенная далеко от надглазничной борозды, метепистерна короткая, максимум до такой же длины, как её ширина. Тело от светло-коричневого до черновато-коричневого цвета, дорзум без металлического блеска. Голова большая, с широкой шеей. Усики короткие или умеренно длинные, с довольно широкими и короткими члениками, густо опушенные, начиная от 3-го антенномера; опушение сравнительно длинное; 2-й антенномер редко опушенный и опушение в основном ограничено апикальной половиной антенномера.

## Систематика
Род был впервые выделен в 1917 году французским энтомологом Шарлем Аллюо (1861—1949). Род Kenyacus рассматривается в составе подтрибы Stenolophina (триба Harpalini, надтриба Harpalitae, Harpalinae) членом родовой группы Acupalpi genus group и близко родственен к роду Anthracus sensu Jaeger, 2012. В составе рода:
- Kenyacus acrobius Alluaud, 1917
- Kenyacus angustatus Kataev, 2019
- Kenyacus baleensis Clarke, 1973[4]
- Kenyacus berndi Kataev, 2019
- Kenyacus elgonensis Basilewsky, 1948[5]
- Kenyacus gusarovi Kataev, 2019
- Kenyacus hypsibius Alluaud, 1917
- Kenyacus jeanneli Basilewsky, 1948 [5]
- Kenyacus kinangopinus Basilewsky, 1948 [5]
- Kenyacus leleupi Basilewsky, 1951 [6]
- Kenyacus meruanus Basilewsky, 1962 [7]
- Kenyacus minor Basilewsky, 1951 [6]
- Kenyacus nyakasibanus Basilewsky, 1951 [6]
- Kenyacus oldeanicus Basilewsky, 1962 [7]
- Kenyacus parvus Kataev, 2019
- Kenyacus pusillus Kataev, 2019
- Kenyacus ruwenzorii (Alluaud, 1917)
- Kenyacus ruwenzoricus Basilewsky, 1955[8]
- Kenyacus scotti Basilewsky, 1948[5]
- Kenyacus similis Kataev, 2019
- Kenyacus subcaecus Basilewsky, 1956[9]
- Kenyacus trechoides Kataev, 2019
- Kenyacus uluguruanus Basilewsky, 1976[10]